# Chợ Mới (district in An Giang)
Chợ Mới is een district in de Vietnamese provincie An Giang, een van de provincies in de Mekong-delta. De hoofdstad van het district is Chợ Mới. Het district heeft een oppervlakte van 355 km² en heeft 362.492 inwoners. Naast Chợ Mới kent Chợ Mới nog een gemeente, te weten Mỹ Luông. De overige plaatsen zijn Kiến An, Kiến Thành, Mỹ Hội Đông, Nhơn Mỹ, Long Giang, Long Điền A, Long Điền B, Tân Mỹ, Mỹ Hiệp, Bình Phước Xuân, Long Kiến, An Thạch Trung, Hội An, Hoà Bình and Hoà An.